# Acontia lucasi
Acontia lucasi är en fjärilsart som beskrevs av Smith 1900. Acontia lucasi ingår i släktet Acontia och familjen nattflyn. Inga underarter finns listade i Catalogue of Life.